# Katedrála svatého Jana Křtitele (Vratislav)
Katedrála svatého Jana Křtitele neboli Vratislavský dóm (polsky Archikatedra św. Jana Chrzciciela, německy Breslauer Dom, Kathedrale St. Johannes des Täufers) je ústředním chrámem ve Vratislavi a katedrálou vratislavské diecéze. Budova stojí na Tumském ostrově a současná stavba je v pořadí čtvrtým kostelem na tomto místě. Katedrála je značně okázalá a je známá tím, že má nejvíce vitráží v celém Polsku.

## Historie

### Kostel Přemyslovců
První kostel na místě dnešní katedrály nechali vystavět v 10. století Přemyslovci. Jednalo se o jednolodní stavbu postavenou z přírodního kamene, která byla asi 25 metrů dlouhá a měla výraznou příčnou loď a apsidu. Po dobytí Slezska Poláky pod vedením Boleslava Chrabrého z rodu Piastovců a založení vratislavské diecéze okolo roku 1000, byl původní český kostel zničen a nahrazen větší bazilikální stavbou.

### První bazilika
Nová budova sestávala ze třech lodí, byla v ní vybudována krypta a na východní straně se nacházely dvě věže. Tato bazilika však byla okolo roku 1039 zničena, zřejmě armádou Břetislava I.

### Románský kostel
V první polovině 11. století za vlády knížete Kazimíra I. byl na tomto místě postaven větší románský svatostánek, který byl roku 1158 na příkaz biskupa Waltera z Malonne přestavěn.

### Dnešní katedrála
Současnou podobu získala katedrála ke konci mongolské invaze do Evropy. Tehdy došlo k rozsáhlému přebudování kostela ve stylu slezské cihlové gotiky. V roce 1244, kdy začala výstavba chóru s ochozem, to byla první cihlová budova v Polsku. Biskup Nanker z Oxy nechal roku 1341 ke chrámu přistavět loď se sakristií.

### Poškození stavby
Při požáru z 19. června 1540 přišel kostel o střechu a trvalo 16 let než byla vybudována nová v renesančním stylu. Další požár postihl katedrálu 9. června roku 1759. Tentokrát byly poničeny věže, sakristie, opět střecha a chór. Toto poškození stavitelé opravovali po dalších dlouhých 150 let. V 19. století nechal Karl Lüdecke přebudovat interiér a západní část kostela v novogotickém slohu. Další přestavbu kostela navrhl německý architekt Hugo Hartung na počátku 20. století. Tentokrát se jednalo hlavně o věže, které byly poničeny v roce 1759.

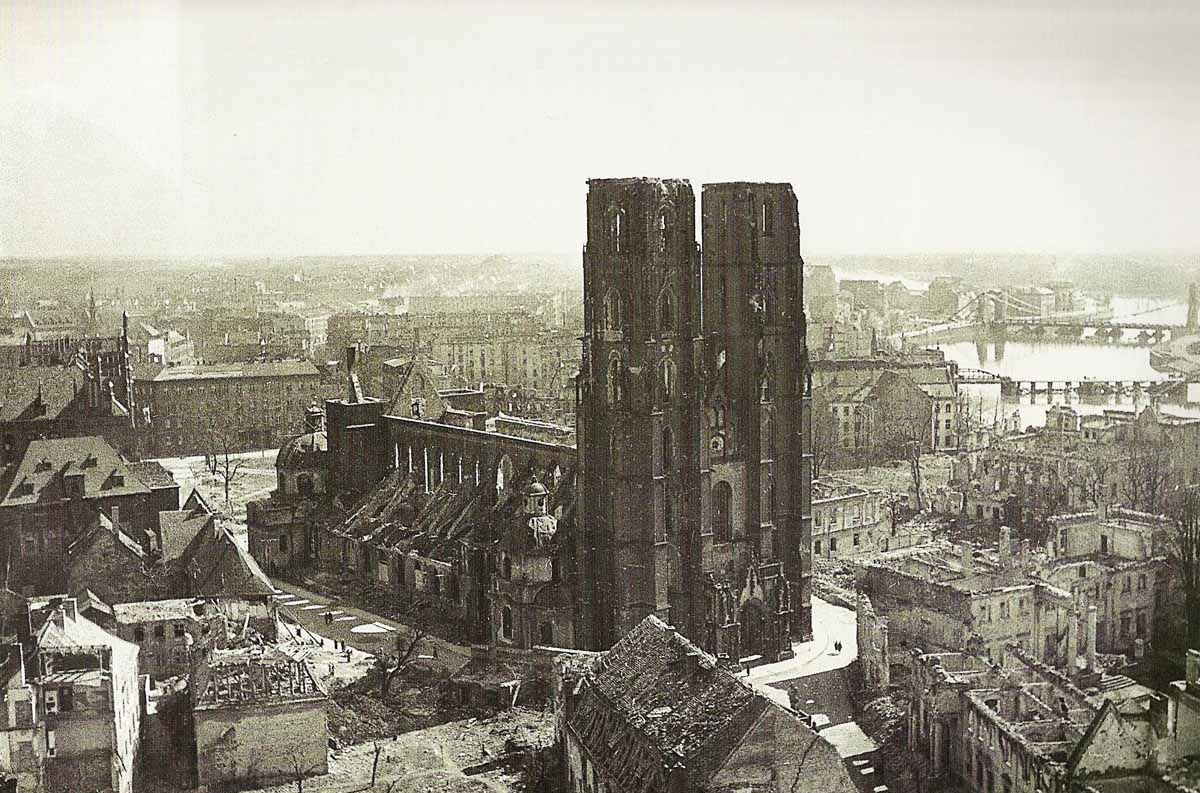
Zničená katedrála v roce 1945

Při tří měsíčním obléhání Vratislavi (město bylo počátkem r. 1945 vyhlášeno Německem Pevností) a těžkém bombardování Rudou armádou v posledních dnech druhé světové války, byla stavba ze 70 % téměř srovnána se zemí. Některé zachráněné části interiéru jsou dnes k vidění v Národním muzeu ve Varšavě. Po válce proběhla celková rekonstrukce kostela, která byla dokončena roku 1951, kdy byla katedrála znovu vysvěcena arcibiskupem Stefanem Wyszyńskim. V následujících letech byly dále prováděny dílčí opravy a renovace. V roce 1991 byl věžím navrácen původní kuželovitý tvar.

## Popis budovy

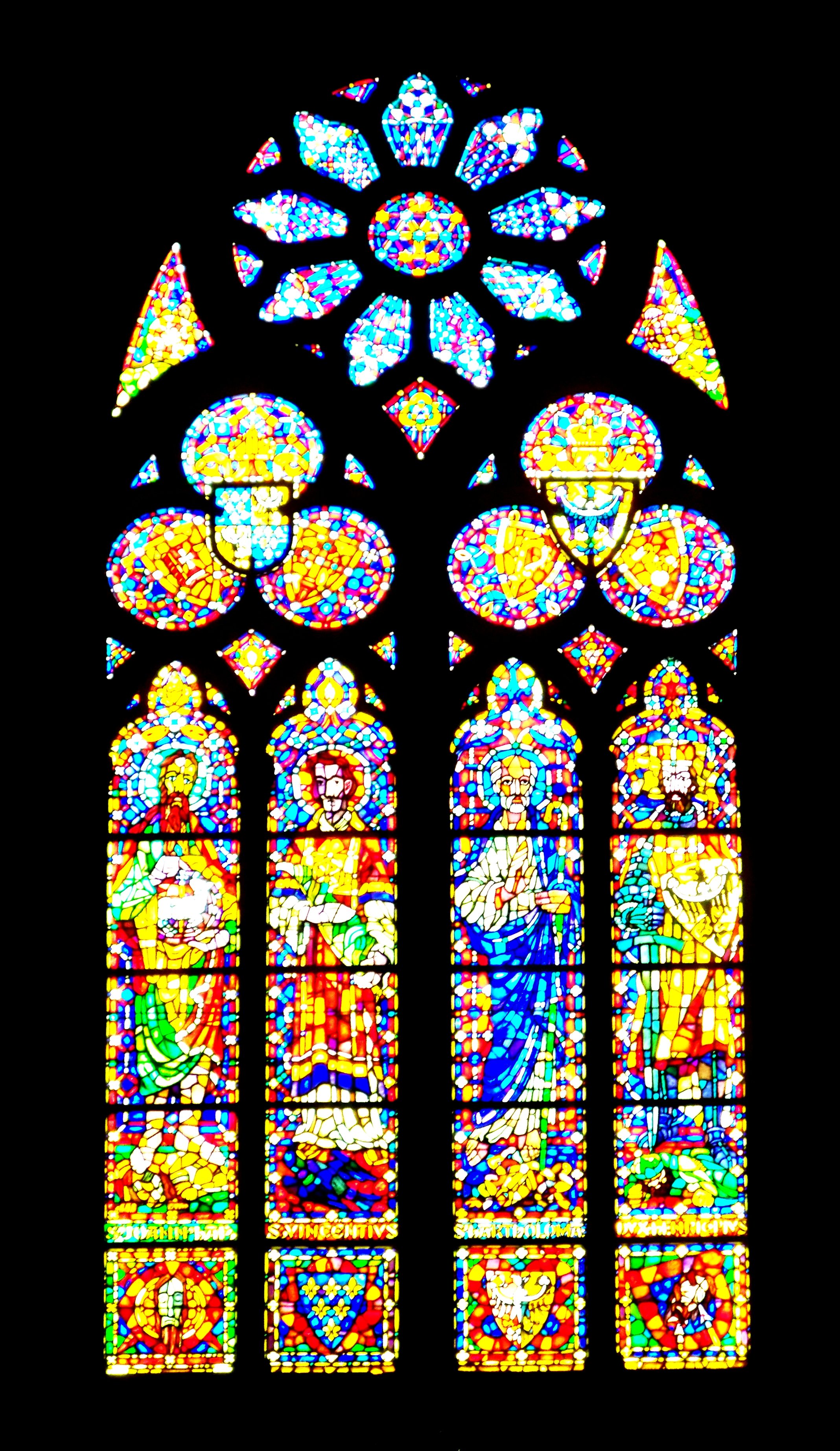
Vitrážové okno v katedrále

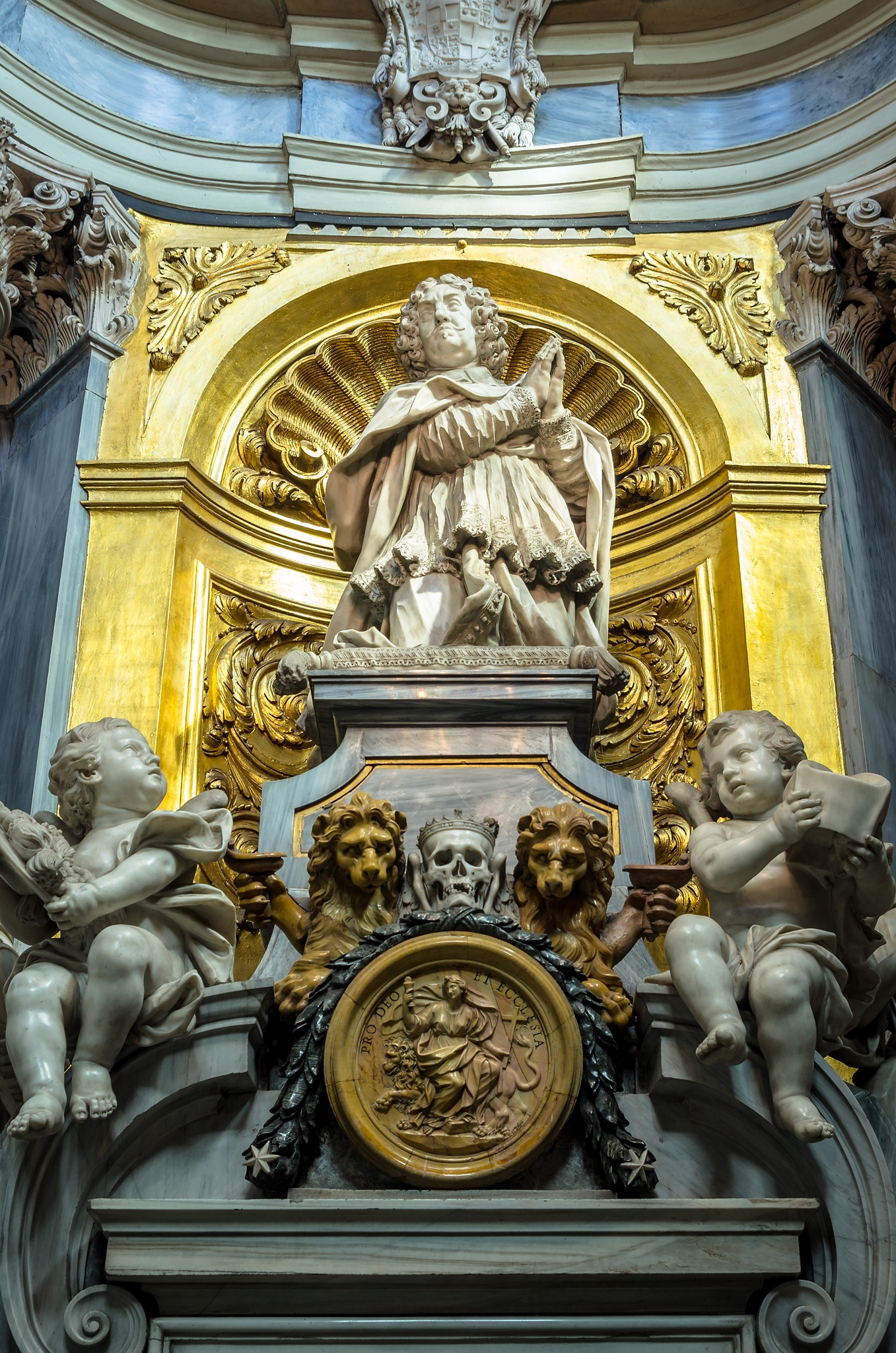
Hrob Friedricha von Hessen

Katedrála svatého Jana Křtitele má dnes podobu trojlodní orientované baziliky s chórovým ochozem. Do katedrály jsou prolomeny tři vstupy – hlavní západní portál a dva novější vchody ze severu a jihu.

### Kaple
- V katedrále se nachází celkem 20 kaplí.[2] V prostoru za chórem jsou umístěny tři z nich:
  - Kaple svaté Alžběty byla vybudována v letech 1682–1700 jako mauzoleum pro biskupa Fridricha Hesensko-Darmstadtského a tvoří protiváhu ke Kapli kurfiřtů. Kaple je zasvěcena svaté Alžbětě Durynské jejíž kult byl ve středověku ve Vratislavi populární. Architektonicky jde o krásný příklad barokní architektury. Kaple je vystavěna zřejmě podle návrhu architekta Giacome Schianziho, který je také autorem několika maleb v katedrále, jež spolu s nástěnnými malbami Andrease Kowalského zobrazují smrt, pohřbení a nebeskou slávu svaté Alžběty. V inventáři kaple je také socha svaté Alžběty, která je dílem Ercola Ferraty, žáka Giana Lorenza Berniniho. Naproti této sochy je kardinálova hrobka, která je dílem jiného z Beniniho žáků – Domenica Guidiho. Sousoší na hrobce zobrazuje klečícího kardinála obklopeného alegoriemi Pravdy a Věčnosti. Nade dveřmi do kaple je kardinálova busta, která pochází z Beniniho dílny.
  - Gotická Mariánská kaple se nachází přímo za chórem. Byla vystavěna v letech 1354–1365 z podnětu biskupa Přeclava z Pohořelé architektem Peschelem. Vedle hrobky Přeclava se zde nachází hrobka jiného biskupa – Jana Rotha, která je dílem architekta Petera Fischera. Známý příběh, který se váže k mramorové soše Panny Marie s děťátkem z této kaple, vypráví o událostech z druhé světové války. Oheň, který se při tehdejším ruském bombardování šířil katedrálou, se zázračně zastavil právě před touto sochou. Díky tomu byly před zničením uchráněny tři zadní kaple. Navzdory bombardování, požáru a pádu na zem není socha vůbec poškozená.
  - Severní barokní Kaple kurfiřtů neboli Kaple Božího Těla byla postavena mezi lety 1716 a 1724 jako mauzoleum pro biskupa Františka Ludvíka Neuburského. František Ludvík byl biskupem a arcibiskupem několika diecézí a jedním z volitelů německého krále. Podle něj dostala kaple své pojmenování. Kaple byla navržena vídeňským architektem Johannem Bernhardem Fischerem von Erlach, malby vytvořil Ital Carlo Carlone a sochařská výzdoba pochází od českého sochaře Ferdinanda Maxmiliána Brokoffa.
- Kaple svatého Jana Křtitele přiléhá k severovýchodní věži katedrály. Byla vybudována roku 1408 a později přebudována na mauzoleum pro Jana IV. Turza.
- Spasitelova kaple nebo také Kaple Požehnané Svátosti byla postavena v jižní lodi katedrály v letech 1671–1672 na příkaz Johanna Jakoba Brunettiho podle návrhů Carla Rossiho. Štuková výzdoba je dílem Domenica Antonia Rossiho. V kapli jsou epitafy jejího zakladatele a jeho bratra – pomocného biskupa Johanna Brunettiho.
- Kaple Vzkříšení (dříve Pohřební kaple) v severní lodi byla postavena roku 1749 za finanční podpory Johanna Christopha von Rummerskirch podle návrhu Bartholomäuse Wittwera. Výmalba je dílem Felixe Antona Schefflera, štukatury a obrazy vytvořili Raphael Joseph Albert Schall a Theodor Hammacher.
- V Kapli svatého Kazimíra, dříve věnované svatému Leopoldovi, se nacházel známý triptych vytvořený v roce 1468 na objednávku Petera von Wartenberga. Po druhé světové válce však bylo dílo přestěhováno do Národního muzea ve Varšavě.

### Varhany
V katedrále svatého Jana Křtitele ve Vratislavi se nachází největší varhany na území Polska. Nástroj byl postaven roku 1913 německou firmou E. F. Walcker & Cie. z Ludwigsburgu. Ve své době se jednalo o největší varhany na světě, které byly původně postaveny pro Halu století.

## Osobnosti pohřbené v katedrále
- Tomáš I. Kozlowaroga (1268)
- Tomáš II. Zaremba (1292)
- Jan III. Romka (1301)
- Jindřich I. z Vrbna (1319)
- Nanker z Oxy (1341)
- Přeclav z Pohořelé (1376)
- Jindřich VII. Lehnický (1398)
- Petr II. Novák (1456)
- Jošt II. z Rožmberka (1467)
- Rudolf z Rüdesheimu (1482)
- Jan IV. Roth (1506)
- Jan IV. Turzo (1520)
- Marek z Kytlice (1579)
- Ondřej Jerin (1596)
- Bonaventura Hahn (1602)
- Šebastián z Rostocku (1671)

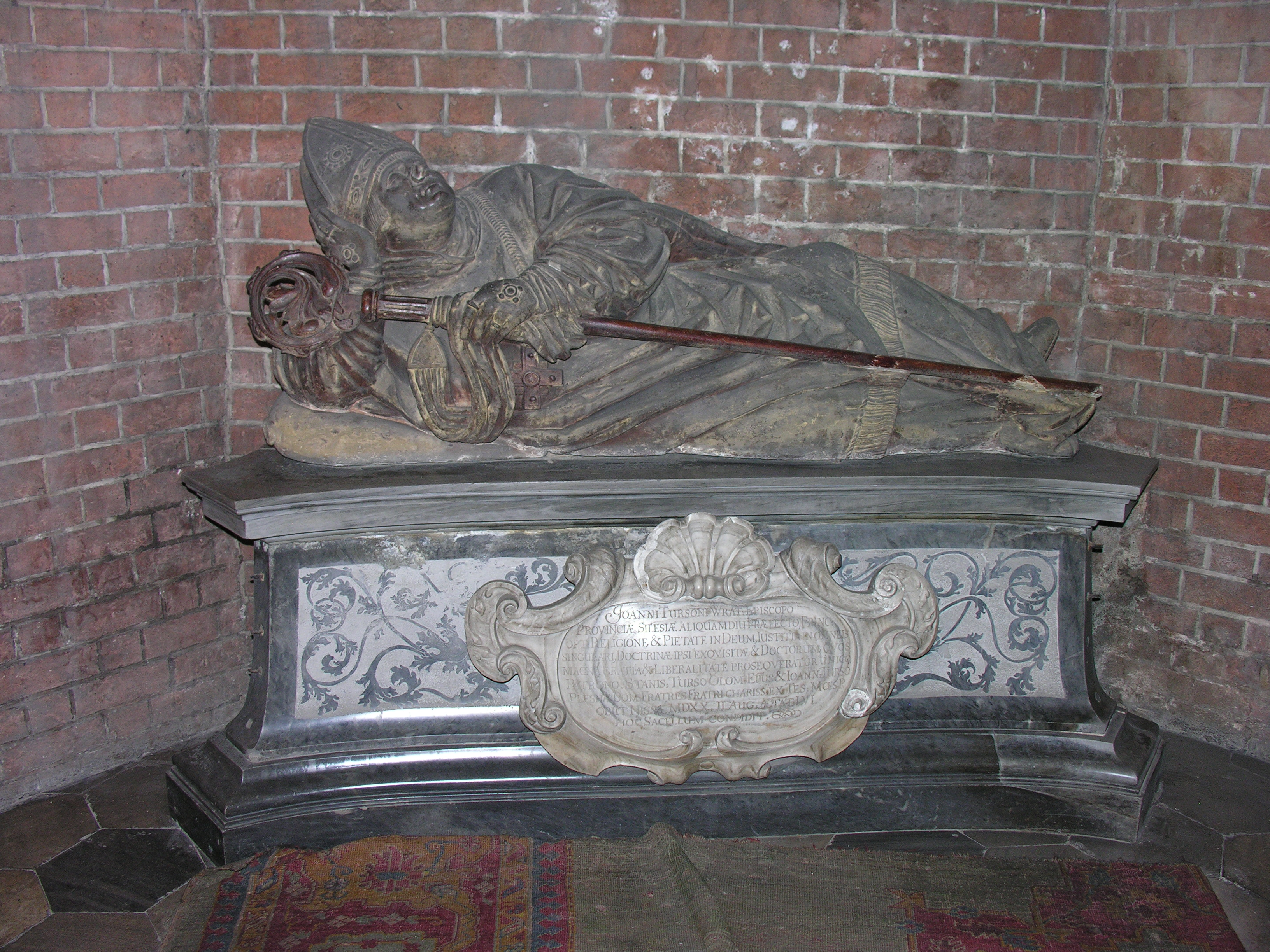
Náhrobek Jana Turza

- Fridrich Hesensko-Darmstadtský (1682)
- František Ludvík Neuburský (1732)
- Filip Ludvík ze Sinzendorfu (1747)
- Jan Mořic Strachwitz (1781)
- Antonín Ferdinand Rothkirch (1805)
- Emanuel von Schimonsky (1832)
- Josef Knauer (1844)
- Melchior von Diepenbrock (1853)
- Jindřich Förster (1881)
- Georg von Kopp (1914)
- Bolesław Kominek (1974)
- Karol Milik (1976)
- Wincenty Urban (1983)
- Adolf Bertram (1991)